# Eucyrta
Eucyrta är ett släkte av fjärilar. Eucyrta ingår i familjen björnspinnare.
Kladogram enligt Catalogue of Life:
| Eucyrta | \| \| Eucyrta albicollis \| \| \| \| \| \| Eucyrta venusta \| \| \| \| |
|         | \| \| Eucyrta albicollis \| \| \| \| \| \| Eucyrta venusta \| \| \| \| |
|         | Eucyrta albicollis                                                     |
|         |                                                                        |
|         | Eucyrta venusta                                                        |
|         |                                                                        |